# Rio Grão-Mogol
O rio Grão-Mogol é um curso de água que banha a Mesorregião da Zona da Mata do estado de Minas Gerais. É o principal afluente da margem esquerda do rio do Peixe e, portanto, um subafluente do rio Paraibuna. É um dos rios que integram a bacia hidrográfica do rio Paraíba do Sul.
As nascentes do rio Grão-Mogol localizam-se na serra da Mantiqueira, nos limites do Parque Estadual do Ibitipoca, município de Lima Duarte, a uma altitude de aproximadamente 1580 metros. A partir da foz do ribeirão Santana, o rio Grão-Mogol separa os municípios de Juiz de Fora e Pedro Teixeira até desaguar no rio do Peixe.